# Heartbreaker (singolo Dionne Warwick)
Heartbreaker è una canzone pop-soul incisa nel 1982 da Dionne Warwick e facente parte dell'album omonimo. Autori della canzone sono i tre componenti dei Bee Gees, Barry, Maurice e Robin Gibb, che fecero anche da coristi durante la registrazione del brano.
Il singolo, pubblicato su etichetta discografica Arista Records e prodotto da Barry Gibb, Karl Richardson e Albhy Galuten, raggiunse il primo posto delle classifiche in Svezia , il secondo in Norvegia e nel Regno Unito e il terzo in Belgio. Si tratta di uno dei singoli di maggiore successo della Warwick, secondo solo a I'll Never Love This Way Again.
Il brano si ritrova in varie raccolte della cantante afro-americana. Alcuni artisti, tra cui gli stessi Bee Gees, ne hanno inoltre inciso una cover .

## Storia
Si racconta come all'inizio Dionne Warwick non fosse particolarmente entusiasta di questo brano, ma che la cantante decise comunque di confidare nei tre fratelli Gibb.

## Testo
(Heartbreaker (1982))
Il testo parla di una relazione a senso unico, in cui l'unica ad amare veramente è la protagonista, mentre la persona amata è uno che spezza i cuori (heartbreaker) e lei deve così, tra le lacrime e le domande senza risposta, combattere contro i propri sentimenti per riuscire a rinunciare definitivamente a lui.

## Tracce[2]
1. Heartbreaker – 4:16
2. I Can't See Anything (But You) – 3:53

## Staff artistico
- Dionne Warwick (voce principale)
- Barry Gibb, Maurice Gibb e Robin Gibb (coro)[4]

## Classifiche
| Classifica    | Posizione massima | Nr. di settimane |
| ------------- | ----------------- | ---------------- |
| Austria       | 10                | 10               |
| Belgio        | 3                 | 9                |
| Finlandia     | 16                | 12               |
| Germania      | 10                | 22               |
| Norvegia      | 2                 | 13               |
| Nuova Zelanda | 4                 | 10               |
| Paesi Bassi   | 5                 | 9                |
| Regno Unito   | 2                 |                  |
| Stati Uniti   | 10                |                  |
| Svezia        | 1                 | 8                |
| Svizzera      | 4                 | 10               |

## Cover
Tra gli artisti che hanno inciso una cover del brano, figurano (in ordine alfabetico):
- Bluelagoon
- Jill Dreski
- Katja Ebstein (versione in tedesco intitolata Fluchtwege)
- Bee Gees
- Graaf
- Natalia Kukulska
- Christophe Willem